# Cofana karjatensis
Cofana karjatensis är en insektsart som beskrevs av K. Ramakrishnan 1985. Cofana karjatensis ingår i släktet Cofana och familjen dvärgstritar. Inga underarter finns listade i Catalogue of Life.